# エドワード・ギブソン (初代アシュボーン男爵)

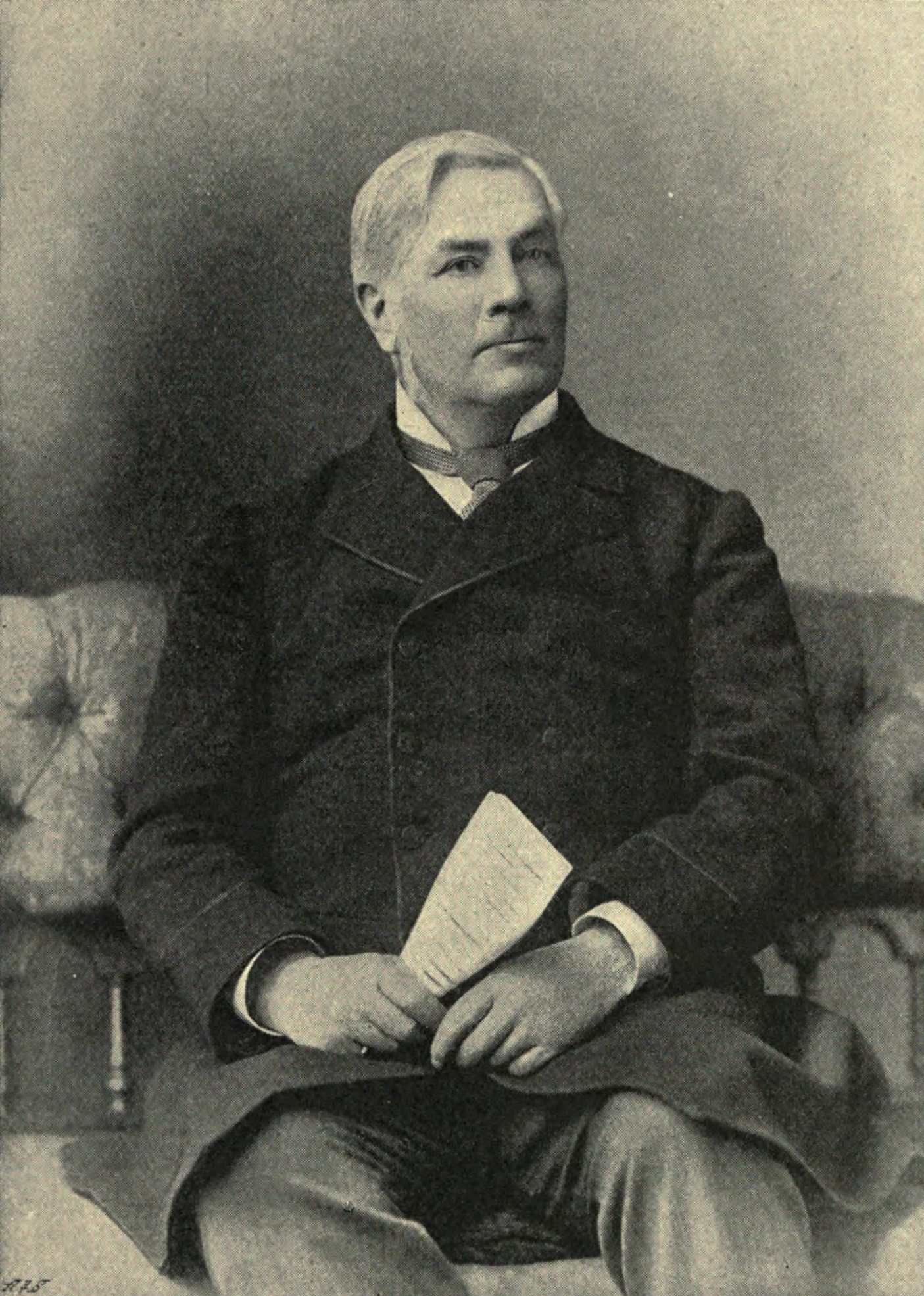
初代アシュボーン男爵エドワード・ギブソン

初代アシュボーン男爵エドワード・ギブソン（英: Edward Gibson, 1st Baron Ashbourne, PC、1837年9月4日 - 1913年5月22日）は、イギリスの政治家、貴族。
ヴィクトリア朝後期からエドワード朝初期の保守党政権下でアイルランド大法官を3度にわたって務めた。

## 経歴
1837年9月4日、治安判事を務めたウィリアム・ギブソンとその妻ルイーザ・グラントの次男として生まれた。
ダブリン大学トリニティ・カレッジで学び、1861年にはアイルランドの法廷弁護士資格を取得。1872年にアイルランドの勅選弁護士となる。
1875年から1885年にかけてダブリン大学選挙区から選出されて保守党の庶民院議員を務めた。1877年にダブリンのキングス・イン法学院の幹部員(Bencher)となる。
第二次ディズレーリ内閣期の1877年から1880年までアイルランド法務総裁を務めた。
第一次ソールズベリー侯爵内閣期の1885年から1886年にかけてアイルランド大法官に就任した。就任に際しての1885年7月4日に連合王国貴族爵位アシュボーン男爵に叙され、貴族院議員に列した。また就任直前の1885年6月4日には枢密顧問官にも列している。
1880年代半ば以降の農業不況でアイルランドでは反地主運動が活発化していた。第一次ソールズベリー侯爵内閣はアイルランド議会党の閣外協力の上に成り立っていたため、アイルランドへの融和策が必要であり、アイルランド大法官の座にあったアシュボーン卿の主導で「アシュボーン法」と呼ばれる土地購入法が制定された。同法はアイルランド小作人に自作農への道が開くべく低利・長期で土地購入費を融資することを目的とする法案だった。
1886年から1892年にかけての第二次ソールズベリー侯爵内閣、1895年から1905年にかけての第3次ソールズベリー侯爵内閣とバルフォア内閣でもアイルランド大法官を務めた。
1913年5月22日にロンドンで死去した。爵位は長男のウィリアム・ギブソンが継承した。

## 栄典

### 爵位
1885年7月4日に以下の爵位を新規に叙された。
- ミース州におけるアシュボーンの初代アシュボーン男爵 (1st Baron Ashbourne, of Ashbourne in the County of Meath)
(勅許状による連合王国貴族爵位)

## 家族
1868年4月4日に法廷弁護士ヘンリー・コリーズの娘フランセス(1849-1926)と結婚した。彼女との間に4男4女を儲けた。
長男ウィリアム(1868-1942)は第2代アシュボーン男爵位を継承した。三男エドワード(1873-1968)は3代以降のアシュボーン男爵の祖である。長女エリザベス(1871-1943)は陸軍中将の第5代ボルトン男爵ウィリアム・オード＝ポーレットと結婚した。次女ヴァイオレット・ギブソン(1876-1956)はムッソリーニ暗殺未遂犯として知られる。